# David Salomons
Sir David Salomons (22 novembre 1797, Londres - 18 juillet 1873), 1er baronnet (en), est un homme politique britannique de confession juive, qui lutte pour l'émancipation des Juifs au Royaume-Uni.

## Biographie
Frère de Philip Salomons (en), il devient banquier à Londres comme son père. Salomons est l'un des fondateurs de la London and Westminster Bank (aujourd'hui NatWest) et membre du London Stock Exchange.
Il est élu shérif de la Cité de Londres en 1835, puis High Sheriff du Kent en 1839. Il est membre de la Chambre des communes de 1851 à 1873. En 1855, il est élu lord-maire de Londres. Il est fait baronnet en 1869.
Il épouse en premières noces en 1825 Jeanette Cohen, nièce des épouses de Moses Montefiore et de Nathan Mayer Rothschild, puis, en secondes noces, en 1872, Cecilia Samuel, fille de Samuel Moses Samuel.
Son neveu, David Lionel Goldsmid-Stern-Salomons (fils de Philip Salomons), lui succède dans le titre de baronnet.

## Galerie

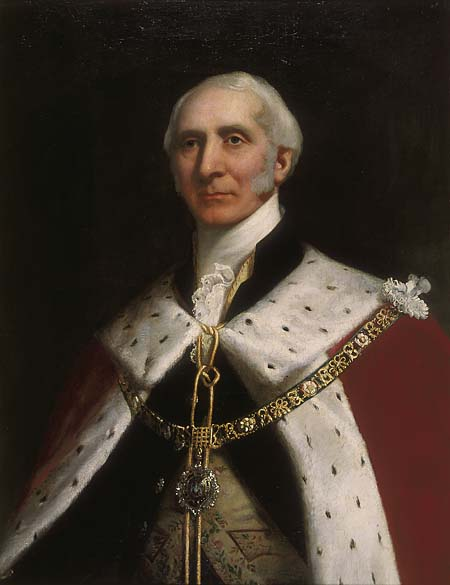
Portrait par Solomon Hart (en), v. 1856.

## Sources
- (en) Cet article est partiellement ou en totalité issu de l’article de Wikipédia en anglais intitulé « David Salomons » (voir la liste des auteurs).